# Saúde planetária
A saúde planetária se refere à "saúde da civilização humana e ao estado dos sistemas naturais dos quais ela depende". Em 2015, a Rockefeller Foundation e a The Lancet lançaram o conceito como Rockefeller Foundation – Lancet Commission on Planetary Health.

## História
A ideia de saúde planetária já existe há algum tempo. Em 1993, o médico norueguês Per Fugelli escreveu: "O paciente Terra está doente. A degradação ambiental global pode ter consequências graves para a saúde humana. É hora de os médicos darem um diagnóstico mundial e aconselharem sobre o tratamento. "
Vinte e um anos depois, um comentário na edição de março de 2014 da revista médica The Lancet convocou a criação de um movimento pela saúde planetária para transformar o campo da saúde pública, que tradicionalmente se concentra na saúde das populações humanas, sem necessariamente considerar os ecossistemas naturais ao redor. A proposta reconheceu as ameaças emergentes aos sistemas naturais e humanos que sustentam a humanidade. 
Em 2015, a Rockefeller Foundation e a The Lancet lançaram o conceito como Rockefeller Foundation – Lancet Commission on Planetary Health.

## Definição
Partindo da definição de saúde - “um estado de completo bem-estar físico, mental e social e não apenas a ausência de doença ou enfermidade”  - bem como dos princípios articulados no preâmbulo da constituição da Organização Mundial da Saúde, o relatório estabelece que a saúde planetária se refere à "obtenção do mais alto padrão atingível de saúde, bem-estar e equidade em todo o mundo por meio da atenção criteriosa aos sistemas humanos - político, econômico e social - que moldam o futuro da humanidade e dos sistemas naturais da Terra que definem os limites ambientais seguros dentro dos quais a humanidade pode prosperar. " 

## Princípios
O relatório da The Lancet Commission estabeleceu os princípios gerais que norteiam a ideia de saúde planetária. Uma é que a saúde humana depende de "sistemas naturais prósperos e da administração sábia desses sistemas naturais". As atividades humanas, como geração de energia e produção de alimentos, tiveram consequências globais substanciais para os sistemas da Terra, levando os cientistas a se referirem aos tempos atuais como o antropoceno. 
Um grupo de cientistas ambientais e do sistema terrestre liderados por Johan Rockström do Centro de Resiliência de Estocolmo propôs o conceito de nove fronteiras planetárias dentro das quais a humanidade pode continuar a se desenvolver e prosperar nas gerações vindouras. De acordo com uma atualização de 2015, quatro das fronteiras planetárias - mudança climática, integridade da biosfera, fluxos biogeoquímicos e mudança do sistema terrestre - já haviam sido ultrapassadas.
O relatório concluiu que ações urgentes e transformadoras são necessárias para proteger as gerações presentes e futuras. Uma área importante que exigia atenção imediata era o sistema de governança e organização do conhecimento humano, considerado inadequado para enfrentar as ameaças à saúde planetária. 
O relatório fez várias recomendações abrangentes. Uma era melhorar a governança para ajudar na integração de políticas sociais, econômicas e ambientais e para a criação, síntese e aplicação de conhecimento interdisciplinar . Os autores clamaram por soluções baseadas na redefinição da prosperidade com foco na melhoria da qualidade de vida e na entrega de uma saúde melhor para todos, juntamente com o respeito pela integridade dos sistemas naturais. 

## Comparação com outros campos
Saúde planetária é considerada uma resposta a campos e paradigmas existentes, tais como a saúde pública, saúde ambiental, ecossaúde, One Health e saúde internacional .
Embora possa haver definições concorrentes de saúde global, é vagamente definida como a saúde das populações em um contexto global, uma resposta ao movimento transfronteiriço de condutores de saúde, bem como riscos, e uma melhoria em relação ao conceito antigo da saúde internacional com sua nova ênfase em alcançar a equidade na saúde entre todas as pessoas. O editor-chefe do The Lancet Richard Horton escreveu em uma edição especial de 2014 da The Economist sobre saúde planetária, que a saúde global não era mais capaz de atender verdadeiramente às demandas que as sociedades enfrentam, visto que ainda era muito limitada para explicar e iluminar alguns desafios. " A saúde global não leva totalmente em consideração a base natural sobre a qual os humanos vivem - o próprio planeta. Tampouco leva em consideração a força e a fragilidade das civilizações humanas. "
Judith Rodin, presidente da Fundação Rockefeller, declarou a saúde planetária como uma nova disciplina na saúde global.

## Discussões
A saúde planetária se preocupa com a governança e a administração que representam uma ameaça à sustentabilidade da civilização humana, do meio ambiente e do planeta. Especificamente, procura enfrentar três tipos principais de desafios: "desafios de imaginação", como deixar de levar em conta as consequências humanas ou ambientais de longo prazo do progresso humano; “desafios de pesquisa e informação”, como subfinanciamento e falta de escopo na pesquisa; e "desafios de governança", como atrasos na ação ambiental por parte dos órgãos de governo, causados por falta de vontade, incerteza ou falta de cooperação.
Um foco ético primário da pesquisa em saúde planetária é a cooperação humana e a não cooperação na forma de conflito, nacionalismo e competição. Como objetivo, a The Lancet Commission on Health and Climate Change planeja usar um mecanismo de accountability para rastrear a cooperação humana e estudar a ligação entre saúde, clima e ação política.
Da mesma forma, nutrição e dieta são importantes contribuintes e indicadores da saúde planetária. Os cientistas especulam que o crescimento da população humana ameaça a capacidade de carga do planeta. As dietas, a agricultura e a tecnologia devem se ajustar para sustentar as projeções populacionais de mais de 9 bilhões, e ao mesmo tempo reduzir as consequências prejudiciais ao meio ambiente por meio do desperdício de alimentos e de dietas intensivas em carbono. Um foco da pesquisa em saúde planetária será soluções nutricionais que sejam sustentáveis para a espécie humana e o meio ambiente, e a geração de pesquisa científica e vontade política para criar e implementar as soluções desejadas. Em janeiro de 2019, uma comissão internacional criou a dieta de saúde planetária .
A saúde planetária visa buscar outras soluções para a sustentabilidade humana e ambiental global por meio da colaboração e pesquisa em todos os setores, incluindo economia, energia, agricultura, água e saúde. Perda de biodiversidade, exposição a poluentes, mudança climática e consumo de combustível são questões que ameaçam a saúde humana e climática, e são, como tal, focos do campo. Vários pesquisadores pensam que na verdade é a destruição da biodiversidade pela humanidade e a invasão de paisagens selvagens que criam as condições para a malária, e novas doenças como a COVID-19 .

## Desenvolvimentos desde 2015
Em dezembro de 2015, a Harvard University, juntamente com a Wildlife Conservation Society e outras organizações parceiras, fundaram a Planetary Health Alliance (PHA) para promover o conceito. Financiada pela Fundação Rockefeller e sediada em Harvard, a Aliança visa apoiar o desenvolvimento de um "campo de pesquisa aplicada rigoroso, centrado em políticas e transdisciplinar, voltado para a compreensão e abordagem das implicações para a saúde humana da mudança acelerada na estrutura e função dos sistemas naturais da Terra . " As iniciativas da aliança incluem a Fundação Rockefeller Planetary Health Fellowship, um curso de saúde planetária para alunos de graduação de Harvard e um Encontro Anual de Saúde Planetária, que foi realizado pela primeira vez em abril de 2017 em Boston, MA.
O jornal de acesso aberto "Lancet Planetary Health" publicou sua edição inaugural em abril de 2017.

## Brasil
Em setembro de 2015 a Universidade de São Paulo promoveu o lançamento do Planetary Health Report no Brasil, com participação de um de seus principais articulares e autor, Sir Andy Haines, da London School of Hygiene and Tropical Medicine. No mesmo evento foi, também, lançado o relatório “Connecting Global Priorities: Biodiversity and Human Health” de Romanelli et al. (2015) promovido pela Organização Mundial da Saúde (OMS-ONU), Convenção da Diversidade Biológica (CDB-ONU) e Programa das Nações Unidas para o Meio Ambiente (PNUMA), com participação de um de seus principais articuladores, Dr. Braulio Ferreira de Souza Dias, que na época era o secretário executivo da CDB-ONU.
Como repercussão, a USP foi convidada a fazer parte da Planetary Health Alliance (PHA) e estimulada a assumir um papel de articulação na América Latina. Foi criado, então, na Planetary Health Online Community, ferramenta online de colaboração da PHA, um hub Planetary Health Latin America & Caribbean, sob a liderança da USP. Em 2019, a USP foi convidada a assumir uma posição no Steering Committee da PHA.
Entre 25 e 30 de abril de 2021, a USP sediou virtualmente a quarta reunião anual da PHA (Planetary Health Annual Meeting). Foi a primeira vez que o evento foi sediado no Sul Global, com a participação de 5.000 inscritos de 130 países.